# Luchthaven Leknes
Luchthaven Leknes (Noors: Leknes lufthavn) (IATA: LKN, ICAO: ENLK) is een vliegveld bij Leknes op het eiland Vestvågøy in Lofoten. Het vliegveld wordt geëxploiteerd door het staatsbedrijf Avinor.
Het vliegveld ligt direct ten westen van de plaats Leknes. Het is geopend in 1972 toen er op meerdere plaatsen in vooral het noorden van Noorwegen nieuwe vliegvelden met korte landingsbanen werden gebouwd. Leknes heeft een landingsbaan van 799 meter. Het vliegveld wordt bediend door Widerøe. De maatschappij vliegt dagelijks  op Tromsø, Bodø, Røst en Stokmarknes.
Avinor heeft plannen om de landingsbaan van Leknes te verlengen. Oorspronkelijk was het plan om op Gimsøya een nieuw vliegveld te bouwen dat de functie van Leknes en Svolvær zou overnemen. Die plannen bleken niet haalbaar, terwijl uitbreiding van Svolvær technisch niet mogelijk is. De baan in Leknes zou verlengd kunnen worden tot 1700 meter.